# 張鑑 (儀封)
張鑑（14世紀—15世紀），字視明，河南開封府儀封縣通安鄉人，明朝政治人物。

## 生平
張鑑是永樂十二年（1414年）的舉人，永樂十九年（1421年）成進士，因事被謫戍龍門衛，正統年間明英宗計劃親征，他上疏請求改為選任在宣府駐守的良將行事，將權歸一事才能成功，英宗上閱覽後讚歎他有見識，在宣大戰事有功而授指揮僉事世襲。其後他被權貴排擠，調任慶遠衛副千戶，年老回鄉，年九十歲去世。

## 著作
有《碔𥑇指南》、《歸舟三集》、《梅花百詠》數種著作。

## 家族
張鑑先世本姓田，後來復姓，兒子田畊是成化十一年進士。

## 引用
1. 1 2  民國《儀封縣志·卷十·人物志》：張鑑，字視明，邑通安鄉人，永樂辛丑進士，初膺民社，以事罣誤謫戍龍門衛，旋復起用，官至指揮僉事，中為權貴所擠，調慶遠衛副千戶，既老而歸，子孫得世其官，卒年九十，所著有《碔𥑇指南》、《歸舟三集》、《梅花百詠》數種藏於家。其先世本田氏，後復田姓，子畊成化乙未進士，初任郯城，復補滕縣，有才名。
2. ↑  民國《儀封縣志·卷九·選舉志》：科甲 進士 明……張鑑 永樂辛丑科，官指揮僉事，調慶遠千戶，詳文學傳……舉人 明……張鑑 永樂甲午科，詳進士表
3. ↑  康熙《開封府志·卷二十六·人物三》：張鑑 字視明，儀封人，永樂辛丑進士，正統中睿皇將親征，鑑上疏陳其不可，請駐蹕宣府選良將任之，推轂授劍副將而下，不用命者斬，則將權歸一事可成矣。上覽奏歎其有識，後守獨石戰得勝宣大屢有功，授指揮僉事世其官。
4. ↑  《萬曆野獲編·卷十五》：進士百戶 英宗親征時，有宣府龍門衛充軍進士張鑒者，詣行在所疏，乞上駐蹕宣府，但選將統兵征剿，則兵權歸一，號令不二，人有效死之心。上不能用。及景帝登極，鎮守山西都督孫安以為言，謂當時若從鑒言，豈有今日之禍，乞量加擢用。下兵部議。帝命鑒為試百戶，送大同總兵昌平伯楊供處聽調。弘治六年，故兵部尚書余子俊男舉人置，乞錄其父軍功。上命置為錦衣正千戶，子孫世百戶。今上辛丑，錦衣管衛事指揮余茂發，以考察軍政降百戶，奉旨仍舊蒞事，以從六品得掌司隸雄劇，亦本朝所無。茂發即余寘曾孫也。